# Ꚗ
Ꚗ, ꚗ (w Unikodzie nazwana szwe) – litera rozszerzonej cyrylicy, wykorzystywana dawniej w języku abchaskim do oznaczania labializowanej spółgłoski szczelinowej zadziąsłowej bezdźwięcznej [ʃʷ]. Pochodzi od litery Ш. Zastąpiona została dwuznakiem Шә.

## Kodowanie
| Znak                   | Ꚗ                            | Ꚗ                            | ꚗ                          | ꚗ                          |
| ---------------------- | ---------------------------- | ---------------------------- | -------------------------- | -------------------------- |
| Nazwa w Unikodzie      | cyrillic capital letter shwe | cyrillic capital letter shwe | cyrillic small letter shwe | cyrillic small letter shwe |
| Kodowanie              | dziesiątkowo                 | szesnastkowo                 | dziesiątkowo               | szesnastkowo               |
| Unicode                | 42646                        | U+A696                       | 42647                      | U+A697                     |
| UTF-8                  | 234 154 150                  | ea 9a 96                     | 234 154 151                | ea 9a 97                   |
| Odwołania znakowe SGML | &#42646;                     | &#xA696;                     | &#42647;                   | &#xA697;                   |